# Traité Hay-Pauncefote
 (juillet 2020).
Si vous disposez d'ouvrages ou d'articles de référence ou si vous connaissez des sites web de qualité traitant du thème abordé ici, merci de compléter l'article en donnant les références utiles à sa vérifiabilité et en les liant à la section « Notes et références ».
Le traité Hay-Pauncefote fut un accord signé par les États-Unis et le Royaume-Uni le 18 novembre 1901, comme un élément préliminaire à la création du Canal de Panama. Le texte annula le traité Clayton-Bulwer de 1850 et donna aux États-Unis le droit de créer et de contrôler un canal à travers l'isthme centroaméricain pour relier les océans Pacifique et Atlantique car dans le traité Clayton-Bulwer, les deux pays avaient renoncé à la construction d'un tel canal sous le seul contrôle d'une nation.

## Contexte historique
Les récentes acquisitions territoriales des États-Unis au terme de la guerre hispano-américaine de 1898 ont grandement bouleversé les besoins de la marine américaine, qui devait désormais pouvoir se déplacer rapidement entre l'océan Pacifique et l'océan Atlantique. La solution la plus simple pour pallier ce problème était la construction d'un canal au niveau de l'isthme de Panama, soit sur le territoire du Panama, soit du Nicaragua. Toutefois, étant entendu que ce canal serait ouvert à tous, mais sous contrôle américain, à la manière du canal de Suez,  les clauses de neutralité présentes dans le traité Clayton-Buwler posaient problème pour l'administration américaine.
Le Secrétaire d'État John Hay fait suivre des instructions à Henry White, alors chargé d'affaires à l'ambassade des États-Unis à Londres, le 7 décembre 1898 (Instruction No. 976.) par courrier diplomatique, lui demandant de sonder le premier ministre britannique, Lord Salisbury, sur une éventuelle négociation d'un nouveau traité, annulant le traité Clayton-Buwler. La Grande-Bretagne se trouvait alors dans des bonnes dispositions pour accepter la signature d'un nouveau traité, sentant monter la tension en Europe et l'approche d'une nouvelle guerre, elle était restée neutre dans la guerre hispano-américaine, souhaitant conserver de bonnes relations avec les États-Unis. Dans un courrier du 23 décembre 1898 à destination de John Hay, Henry White présente le premier ministre britannique comme disposé à accepter un nouveau traité, réalisant que si ce canal devait être construit, il devait l'être par un État et non une entreprise privée, que les États-Unis étaient les plus légitimes à entreprendre un tel projet, et que l'isthme du Panama est de toute manière hors de la zone d'influence du Royaume-Uni. Ce pragmatisme est confié en toute intimité, Henry White et Lord Salisbury entretenant de bonnes relations depuis plus de quinze ans, et connaissant la position du Royaume-Uni, il n'est pas étonnant que le ministre ait voulu faciliter la tâche du Secrétaire d'État américain.
Le principal problème rencontré par les diplomates américains est la position du Canada qui souhaite être intégrée au traité, et suggère que le canal soit construit et géré conjointement par les États-Unis, le Canada et le Royaume-Uni. La relation entre les États-Unis et le Canada est alors détériorée par la dispute de la frontière de l'Alaska qui dure depuis plusieurs années.

## Négociations
Un projet de traité fut envoyé au Sénat des États-Unis par le Président William McKinley, le 5 février 1900 en établissant qu'un canal pouvait être construit par les États-Unis, ou sous sa direction, que le canal devait être définitivement neutralisé sur la base de l'accord du Canal de Suez — maintenu ouvert en tout temps, soit de guerre ou de paix, à tous les navires, sans discrimination, et sans fortifications sur le canal ou sur les eaux adjacentes, et (3) que d'autres nations pouvaient être invitées à se joindre à garantir cette neutralité. Ces dispositions ont animé une vive hostilité aux États-Unis, le Sénateur Henry G. Davis proposa un amendement adopté par la Commission des Affaires Étrangères comme quoi la neutralité ne devait pas empêcher les États-Unis de prendre toutes les mesures crues nécessaires pour sa propre défense ou le maintien de l'ordre.  L'amendement déclara explicitement l'abrogation du traité Clayton–Bulwer et abrogea la troisième clause invitant d'autres nations à se joindre à garantir cette neutralité. Le Sénat ratifia le nouveau traité avec ces modifications, le 20 décembre 1900, mais la Grande-Bretagne refusa d'accepter cette proposition qu'expira le 5 mars 1901.

## Traité définitif
Deux diplomates, le Secrétaire d'État américain, John Hay et l'Ambassadeur Britannique aux États-Unis, Lord Pauncefote, travaillèrent sur un compromis qu'ils signèrent le 18 novembre 1901. Le président Theodore Roosevelt le transmit au Sénat qui le ratifia le 16 décembre de la même année. 
Dans sa forme finale, le traité Hay–Pauncefote abrogea définitivement le traité Clayton-Bulwer. Il n'interdit pas aux États-Unis la construction de fortifications, et n'exigea pas que le canal soit maintenu ouvert en temps de guerre. Le nouveau accord céda aux États-Unis le droit de construire et de gérer un canal, à condition que toutes les nations y aient accès, et qu'il ne soit jamais pris de force.